# Эмирзян, Сирвард Барсеговна
Сирвард (Сильва) Барсеговна Эмирзян (Սիրվարդ (Սիլվա) Էմիրզյան; род. 5 июня 1966, Ереван) — советская спортсменка, трёхкратная чемпионка СССР (1979, 1981, 1982), призёр летних Олимпийских игр 1980 года в Москве по прыжкам в воду. Мастер спорта СССР международного класса (1980).

## Биография
Родилась 5 июня 1966 года в Ереване. Начала заниматься прыжками в воду в 1972 году под руководством Василия Кувшинкина, который работал с ней на протяжении всей её спортивной карьеры. Специализировалась в прыжках с вышки.
В 1979 году выиграла зимний чемпионат СССР, после чего стала привлекаться в состав сборной страны. В 1980 году, будучи самой молодой спортсменкой в олимпийской сборной СССР, выиграла серебряную медаль на Олимпийских играх в Москве.
В 1981 и 1982 годах становилась чемпионкой СССР, участвовала в чемпионате Европы в Сплите и чемпионате мира в Гуаякиле, заняв на этих соревнованиях соответственно 4 и 5 место.  
После завершения своей спортивной карьеры переехала на постоянное место жительство в США, проживает в городе Лос-Анджелес (Калифорния).